# Dinamização
O processo de dinamização  consiste na ação mecânica incidindo na partículas de um medicamento, juntamente com alguma substância inerte (meio de atenuação), que irá moderar  a força do medicamento.
A proporção da diluição é de 1:100 (1 parte do medicamento diluídas em 99 partes do insumo inerte).

## A dinamização cinquenta milesimal
Também chamada de potências Q (quinquagiesmilesimal), onde a redução do material é de 50000 vezes a cada grau de potência.